# Plusia
Plusia är ett släkte av fjärilar som beskrevs av Ferdinand Ochsenheimer 1816. Plusia ingår i familjen nattflyn, Noctuidae.

## Dottertaxa tillPlusia, i alfabetisk ordning[1][2]
- Plusia contexta Grote, 1873
- Plusia festucae (Linnaeus, 1758), Gulbrunt metallfly
  - Plusia festucae kamtshadala (Bryk, 1949)
- Plusia magnimacula Handfield, D & Handfield, L., 2006
- Plusia nichollae Hampson, 1913
- Plusia putnami Grote, 1873, Sumpmetallfly
  - Plusia putnami barbara (Warren, 1913)
  - Plusia putnami festata Graeser, 1890
  - Plusia putnami gracilis (Lempke, 1966)
- Plusia venusta Walker, 1865

## Bildgalleri

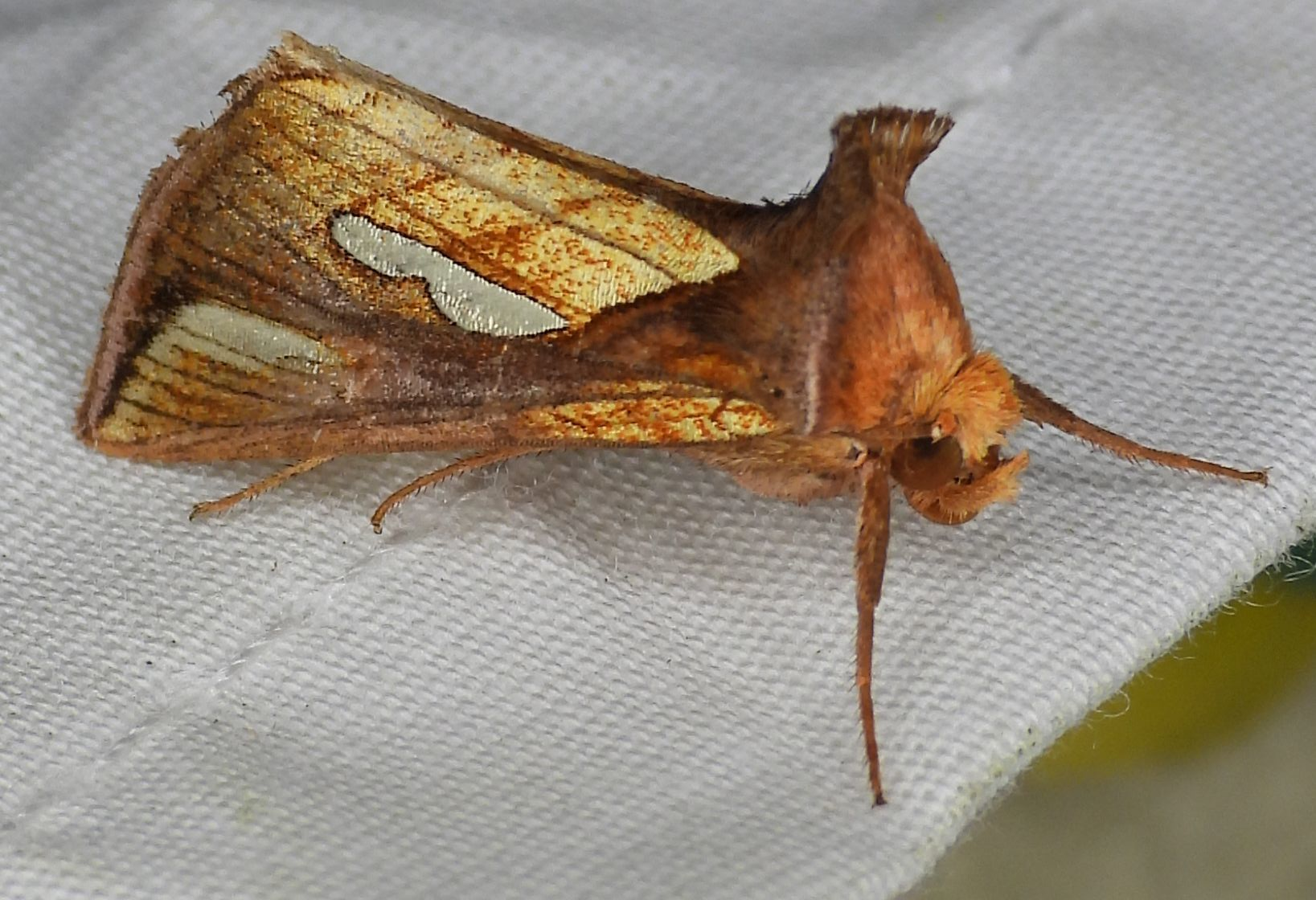
Plusia contexta, Plusia festucae
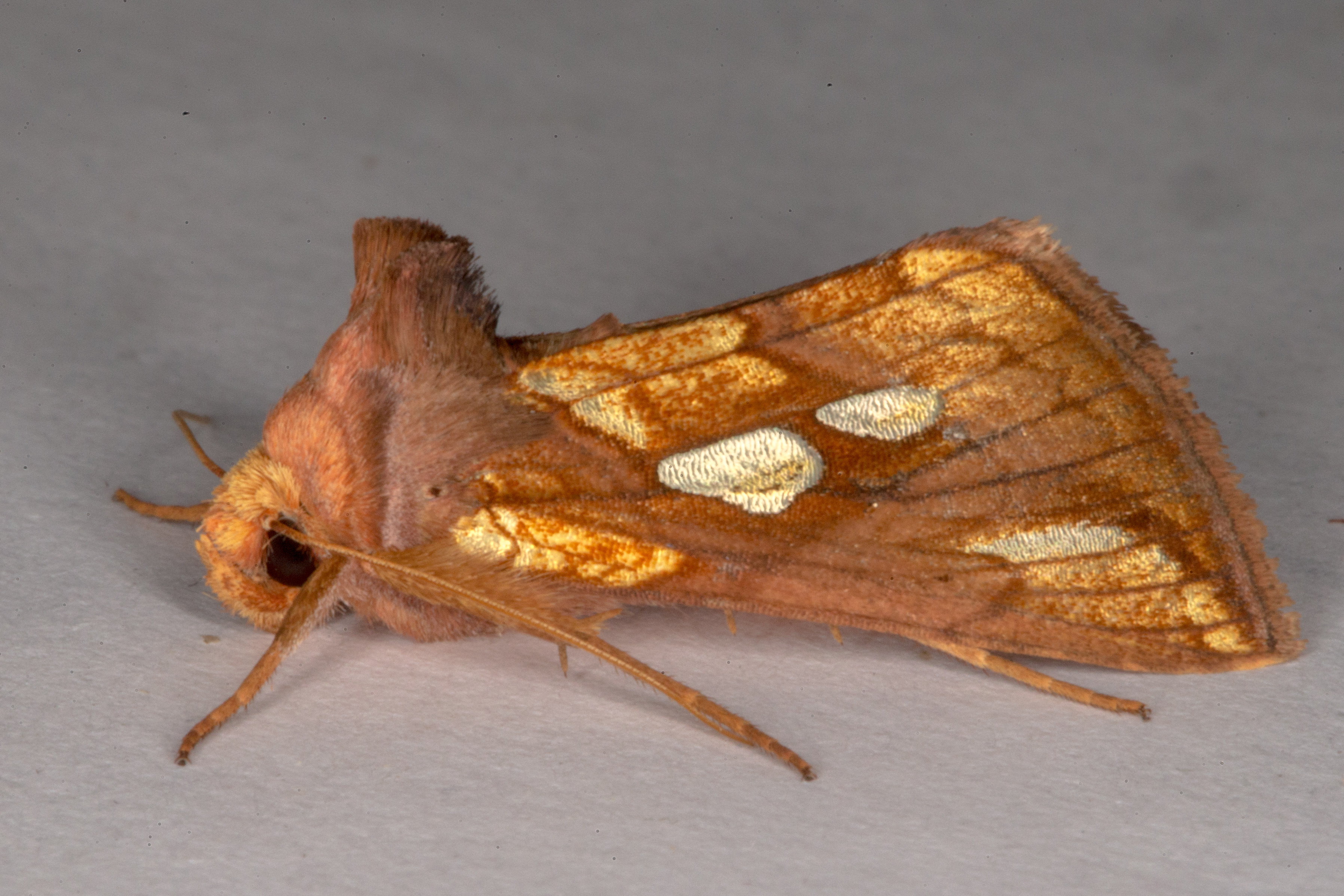
Gulbrunt metallfly
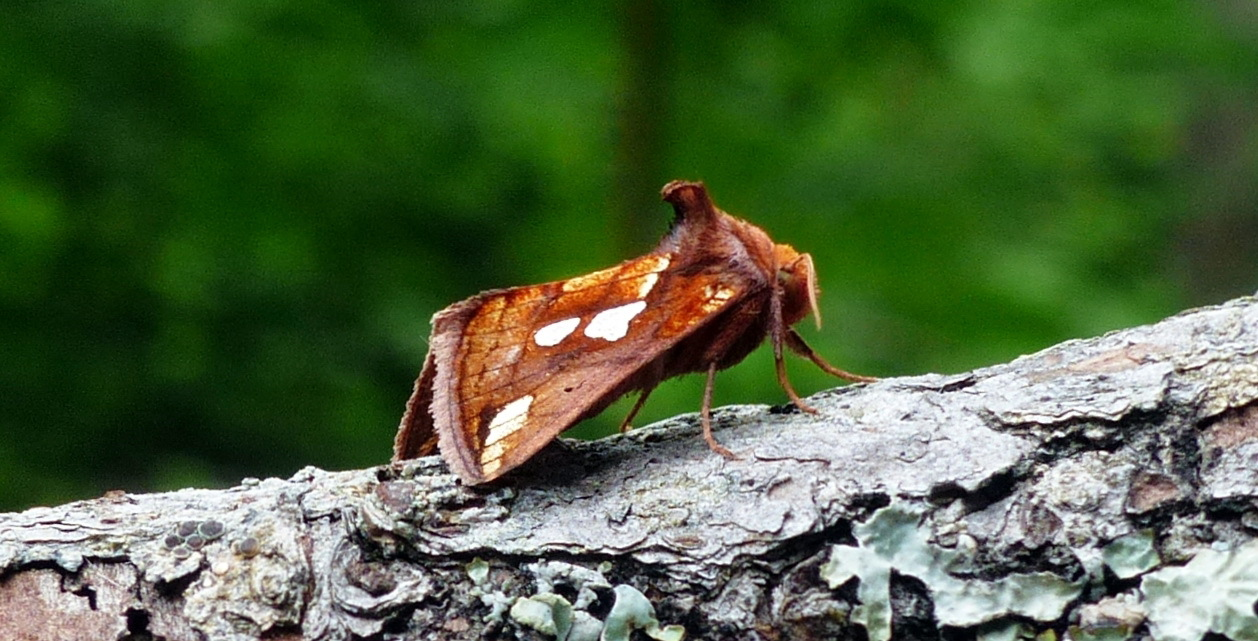
Plusia magnimacula
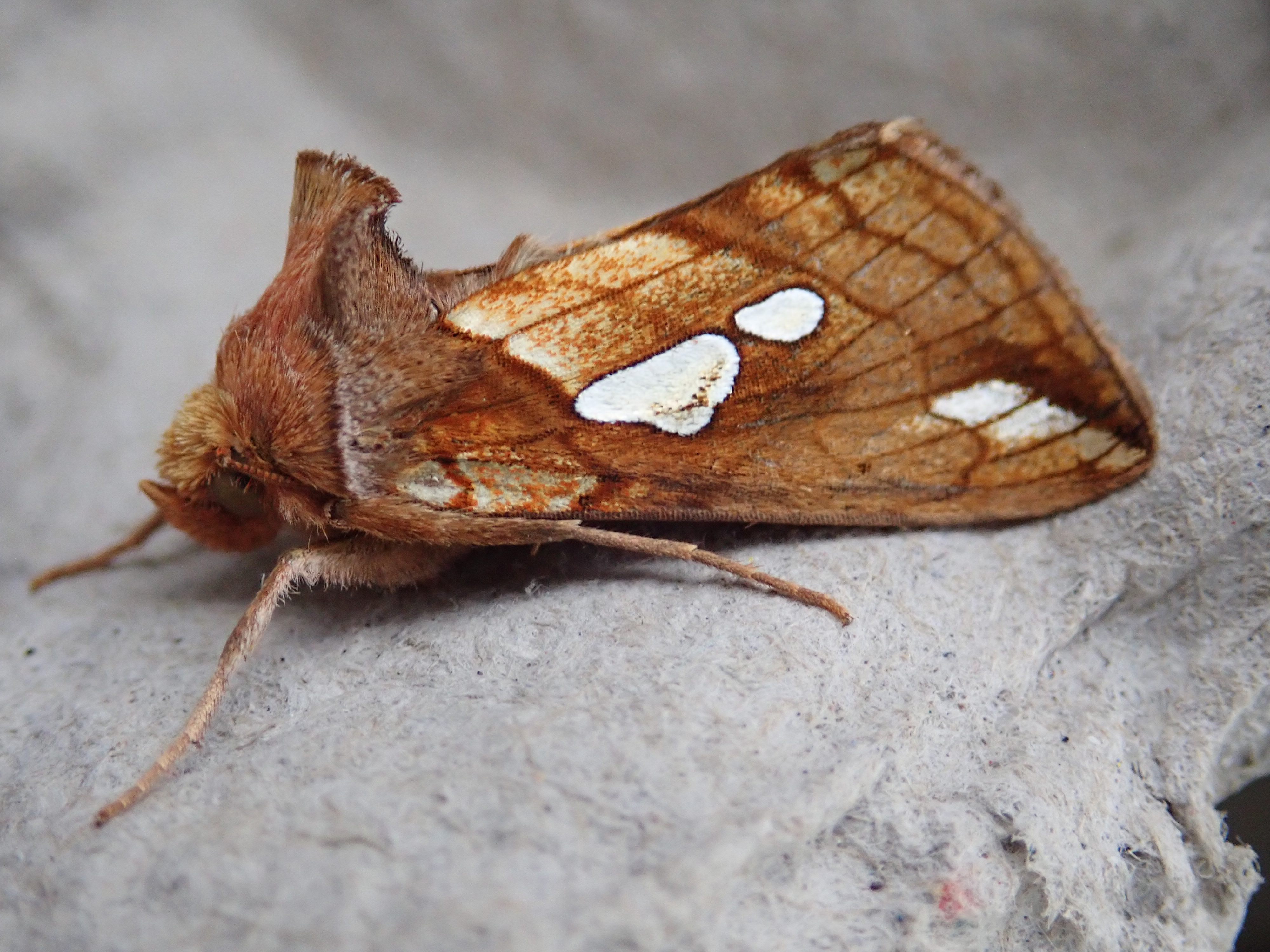
Sumpmetallfly, Plusia putnami